# Route 19A (Colombie-Britannique)
La Route 19A, connue aussi commee Oceanside Route ou Old Island Highway, est une route provinciale de Colombie-Britannique. Elle emprunte des anciens segments de la route 19 sur l'Île de Vancouver à Nanaimo et entre Parksville et Campbell River. Le segment à Nanaimo couvre 10,64 km (6,61 mi) alors que celui entre Parksville et Campbell River en fait 136,89 km (85,06 mi). La route a été créée entre 1996 et 2001 lorsque la route 19 a été déplacée sur son itinéraire actuel.

## Description du tracé

### Nanaimo
La route 19A à Nanaimo débute à l'intersection avec la route 1 (Stewart Avenue) à l'entrée du quai de traversier de Departure Bay et se dirige vers le nord sud Terminal Avenue. La route continue son trajet vers le nord en traversant un quartier commercial avant de prendre fin à la jonction avec la route 19 (Nanaimo Parkway) au nord de la ville.

### Segment Oceanside
Le segment nord de la route 19A débute à la jonction avec la route 19 au sud de Parksville et longe la côte sur 14 km (9 mi) en traversant Parksville et Qualicum Beach. La route continue vers le nord-ouest sur 37 km (23 mi) dans les communautés de Bowser, de Deep Bay et de Fanny Bay. Elle passe ensuite par Union Bay et Royston sur 20 km (12 mi) avant d'entrer dans la ville de Courtenay. La rotue 19A traverse le sud de la ville sur Cliffe Avenue et traverse la rivière Courtenay. Elle contourne le centre-ville et quitte Courtenay à l'intersection avec Headquarters Road. Elle continue en longeant moins la côte pour 26 km (16 mi) en passant par Grantham, Merville, Black Creek et Oyster River avant de rejoindre la côte à l'intersection avec Oyster Garden Road. À partir de là, la route longe la côte pendant 18 km (11 mi), entrant dans la ville de Campbell River et continuant vers le nord et l'ouest autour du centre-ville. La route prend fin alors qu'elle rencontre la route 19. Elle se continue mais devient la route 28.

## Intersections majeures
| District régional                       | Ville          | km     | Destinations                                                   | Notes                                            |
| --------------------------------------- | -------------- | ------ | -------------------------------------------------------------- | ------------------------------------------------ |
| Nanaimo                                 | Nanaimo        | 0,00   | BC-1 (Stewart Avenue) – Quai de Departure Bay                  | Traversier vers Vancouver                        |
| Nanaimo                                 | Nanaimo        | 0,99   | Terminal Avenue sud vers BC-1 – Centre-ville, Victoria         |                                                  |
| Nanaimo                                 | Nanaimo        | 10,64  | BC-19 – Campbell River, Quai de Duke Point, Victoria           | Sortie direction nord, entrée direction sud      |
| Segment manquant de 17,08 km (10,61 mi) |                |        |                                                                |                                                  |
| Nanaimo                                 | Parksville     | 27,72  | BC-19 – Port Alberni, Campbell River                           |                                                  |
| Nanaimo                                 | Parksville     | 33,10  | Alberni Highway ouest vers BC-4A – Port Alberni, Tofino        |                                                  |
| Nanaimo                                 | Qualicum Beach | 43,86  | Memorial Avenue vers BC-4 / BC-19 – Centre-ville, Port Alberni |                                                  |
| Comox Valley                            | Buckley Bay    | 69,90  | Buckley Bay Road vers BC-19 – Quai de Buckley Bay              | Accès au traversier vers Île Denman / Île Hornby |
| Comox Valley                            | Royston        | 99,49  | Royston Road – Cumberland                                      |                                                  |
| Comox Valley                            | Courtenay      | 103,44 | Comox Valley Parkway vers BC-19 – Cumberland                   |                                                  |
| Comox Valley                            | Courtenay      | 105,83 | Comox Road – Comox                                             |                                                  |
| Comox Valley                            | Courtenay      | 106,95 | Ryan Road – BFC Comox, Traversier                              | Traversier vers Powell River                     |
| Strathcona                              | Campbell River | 141,33 | Jubilee Parkway vers BC-19                                     |                                                  |
| Strathcona                              | Campbell River | 153,83 | BC-19 (Tamarac Street / Willow Street) – Port Hardy, Nanaimo   |                                                  |
| Strathcona                              | Campbell River | 153,83 | BC-28 ouest (Campbell River Road) – Gold River                 | La BC-19A nord devient la BC-28 ouest            |
| - Accès incomplet - Transition de route |                |        |                                                                |                                                  |